# Peperomia laxiflora
Espèce
Peperomia laxiflora est une espèce de plantes de la famille des Pipéracées originaire d'Équateur.